# Какамацін
Какамацін або Какама (*Cacamatzin, 1483 —1520) — тлатоані Тескоко у 1515–1520 роках, запеклий ворог іспанських конкістадорів.

## Життєпис
Походив з династії Акольхуа. Син Незауалпілі, тлатоані Тескоко, та Чальчіуненецін, сестри уей тлатоані Монтесуми II. Освіту здобув у Тескоко і Теночтітлані, тривалий час залишався при дворі великого тлатоані. У 1515 році після смерті батька висунув свою кандидатуру на трон тлатоані Тескоко, проте його права були доволі сумівні з огляду на синів від старших дружин — Іштлільхочитля та Коанакочціна. Втім під тиском Монтесуми II Какамацін стає володарем Тескоко. Це викликало розкол у тескоканській знаті, з іншого боку — посилело вплив Теночтітла у Потрійному союзі.
У відповідь Іштлільхочитля розпочав своєрідну партизанську боротьбу, яка потроху тривала до 1519 року, коли у Мексиці з'явився Ернан Кортес на чолі іспанського загону. Усі вороги Какамацін перейшли на його бік. Какама вирішив оружно протидіяти загарбників, проте його дії були послаблені нерішучої політикою Монтесуми II та підтримкою іспанців з боків тотонаків й Тлашкали.
Після того, як Кортес з іншими конкістадорами зайняли Теночтітлана й стали вимагати золото, відбулося декілька сутичок між іспанцями і ацтеками. Але Монтесума II усіляко потурав загарбникам. Тоді Какамацін разом з Тотокуіуаціном, тлатоані Тлакопана, вирішив протидіяти конкістадорам. Для цього намагався виїхати з Теночтітлана до Тескоко, щоб розпочати бойові дії.
Какамацін зібрав раду свого міста, на якому більшістю голосів було вирішено самостійно вести війну з ворогом. Кортес, так само як і Монтесума, негайно дізнався про це і направив до Какамаціну посланців, нагадуючи тлатоані про дружбу і про подарунки, піднесених йому Монтесумою під час їхньої першої зустрічі в Айоцінко. Какамацін відповів, що не може вважати друзями тих, хто забрав у нього честь, пригнічує його батьківщину і ображає його релігію. Всі спроби Монтесуми заманити Какамаціна в палац виявилися безуспішними, і тому він послав кількох своїх васалів в Тескоко з наказом схопити заколотника і доставити його в Теночтітлан.
Резиденція Каками перебувала на березі озера, що полегшувало завдання. Непокірного тлатоані було схоплено воїнами-ягуарами і виданий Монтесумою II Е.Кортесу, який посадив Какамаціна в темницю.
Останні його катували, щоб дізнатися про скарби Тескоко, але марно. За його відсутності в Тескоко, владу захопили суперники і союзники іспанців. Какамацін потонув під час Ночі скорботи у 1520 році.